# Heinz Rauber
Heinz Rauber (* 30. Dezember 1953 in Wetzlar) ist ein hessischer Politiker (SPD) und ehemaliger Abgeordneter des Hessischen Landtags.
Heinz Rauber machte eine Ausbildung als Werkzeugmacher und arbeitete als Sozialpädagoge im Psychiatrischen Krankenhaus Herborn. 1990 bis 1993 war er hauptamtlicher Stadtrat (Sozialdezernent) in Wetzlar und 1993 bis 1995 Leiter einer Tagespflegestätte für Senioren. Bei der Landtagswahl in Hessen 1995 wurde er für eine Wahlperiode in den Landtag gewählt, dem er vom 5. April 1995 bis zum 4. April 1999 angehörte.